# Cucina delle Isole Baleari
La cucina delle Isole Baleari è la cucina mediterranea delle Isole Baleari, in Spagna. 
Può essere considerata in senso più ampio facente parte della cucina catalana, poiché ha molti piatti in comune con quest'ultima.
Altri invece la considerano parte della cucina spagnola. La cucina tradizionale delle Baleari è ricca di verdure, cereali e legumi ma presenta influenze dei popoli che sono passati dall'arcipelago durante la sua storia.

## Panetteria e pasticceria
- Ensaïmada
- Flaó
- Crespells: tipo di biscotti maiorchino

## Carne

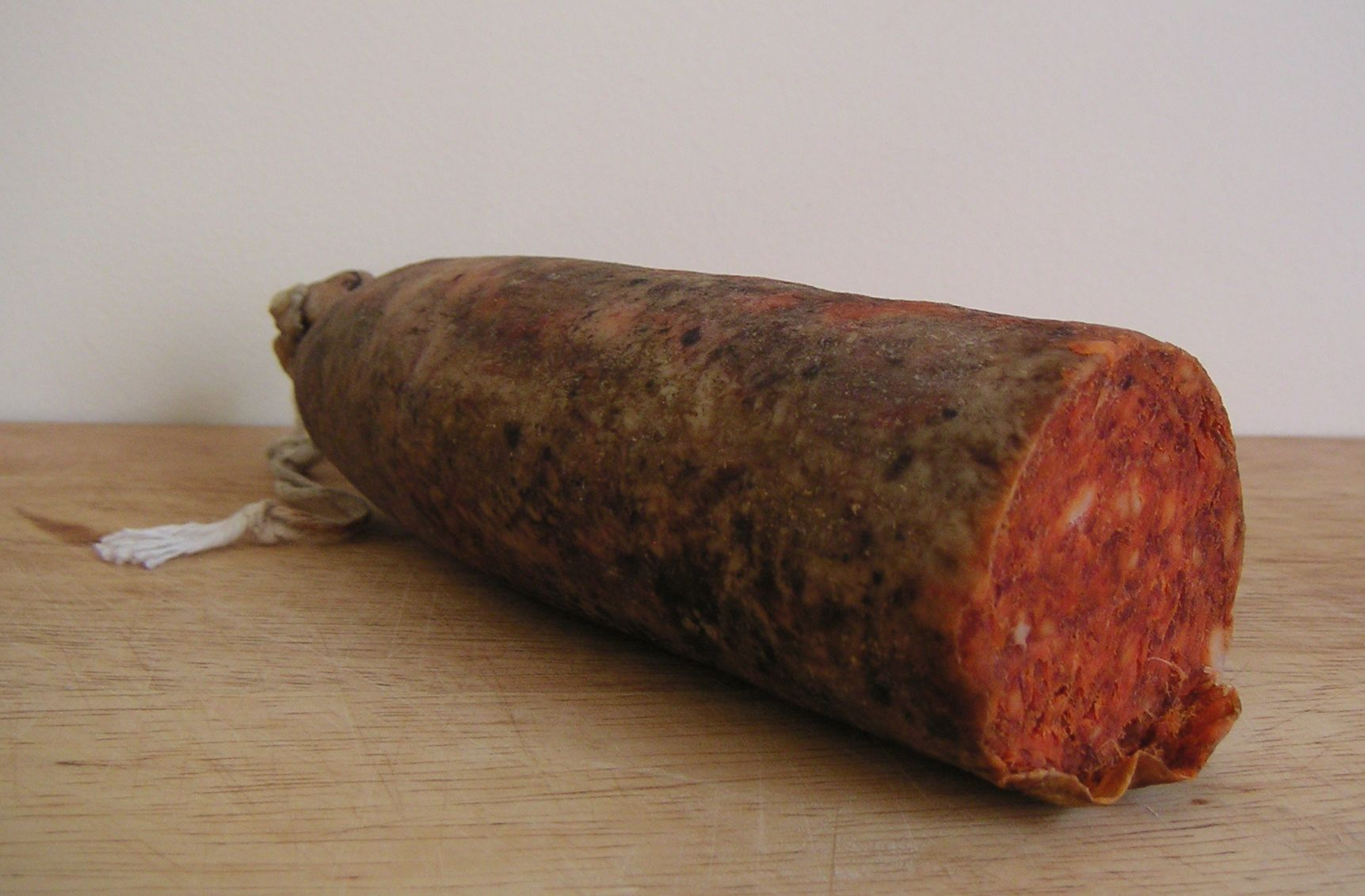
Sobrassada

- Sobrassada
- Mè rostit, porcella rostida
- Auberginies farcides
- Arròs brut: un riso speziato
- Arròs de la terra
- Macarrons amb gravi

## Altro
- Formaggio Maó

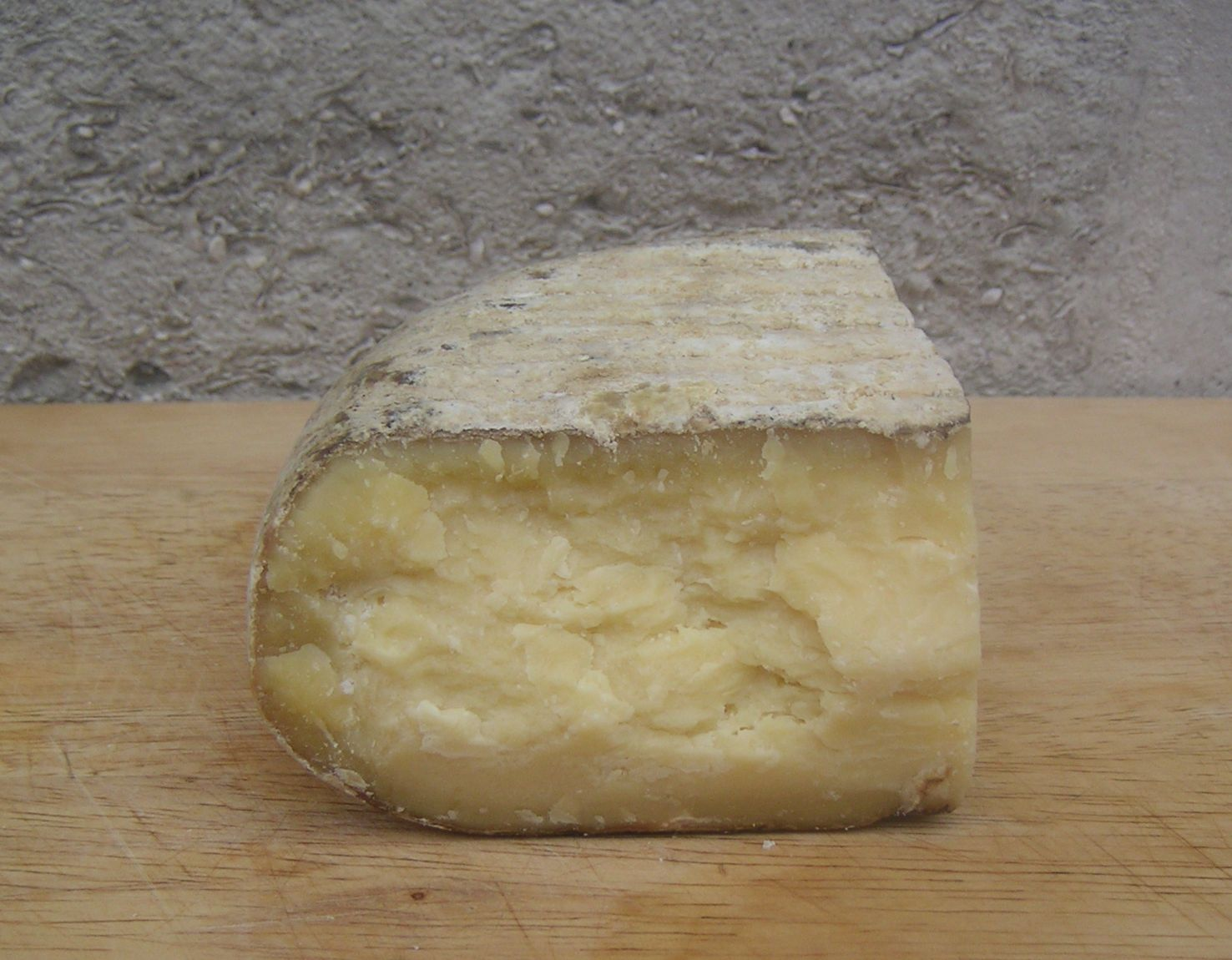
Formaggio Maó

- Vino rosso dalle aree di Binissalem e Plà i Llevant.
- Caragols